# Torneo del Interior B
El Torneo del Interior B es un campeonato de rugby de Argentina disputado desde 2001, es la segunda categoría del Torneo del Interior.
El equipo más laureado es Huirapuca con tres campeonatos, mientras que el campeón actual es el Club La Tablada.

## Historial de campeonatos
| Año  | Edición | Campeón                           | Resultado    | Subcampeón                  |
| ---- | ------- | --------------------------------- | ------------ | --------------------------- |
| 2001 | I       | Carrasco Polo                     | 25 - 23      | Universitario Mar del Plata |
| 2002 | II      | Taraguy                           | 25 -24       | Santa Fe RC                 |
| 2003 | III     | Universitario Rugby Club de Salta | 32 - 8       | Aranduroga                  |
| 2004 | IV      | Tucumán Lawn Tennis Club          | 16 - 13      | Jockey Club Villa María     |
| 2009 | V       | Huirapuca                         | 23 - 20      | Tala RC                     |
| 2010 | VI      | Gimnasia y Tiro (Salta)           | 23 - 14      | Lince RC                    |
| 2011 | VII     | C.R.A.I.                          | 22 - 0       | Neuquén RC                  |
| 2012 | VIII    | Huirapuca                         | 28 - 11      | Córdoba Athletic Club       |
| 2013 | IX      | Urú Curé Rugby Club               | 13 - 9       | Marista RC                  |
| 2014 | X       | Sporting Club (Mar del Plata)     | 26 - 20      | Jockey Club de Salta        |
| 2015 | XI      | G.E.R.                            | 32 - 23      | CURNE                       |
| 2016 | XII     | Huirapuca                         | 28 - 6       | Old Christians              |
| 2017 | XIII    | Carrasco Polo                     | 25 - 19      | Universitario Córdoba       |
| 2018 | XIV     | Universitario Rugby Club de Salta | 43 - 24      | Marabunta RC                |
| 2019 | XV      | Club Palermo Bajo                 | 24 - 22      | C.R.A.I.                    |
| 2022 | XVI     | Tala RC                           | 31 - 11      | Marista RC                  |
| 2023 | XVII    | Teqüe                             | 17 - 15      | Universitario Córdoba       |
| 2024 | XVII    | Club La Tablada                   | 42 - 17      | Estudiantes (Paraná)        |
| 2025 | XVIII   | A disputarse                      | A disputarse | A disputarse                |

## Resumen de campeones
Actualizado hasta la finalización de la temporada 2024.
| Equipo                            | Campeonatos          |
| --------------------------------- | -------------------- |
| Huirapuca                         | 3 (2009, 2012, 2016) |
| Universitario Rugby Club de Salta | 2 (2003, 2018)       |
| Carrasco Polo                     | 2 (2001, 2017)       |
| Tala RC                           | 1 (2022)             |
| Club Palermo Bajo                 | 1 (2019)             |
| Tucumán Lawn Tennis Club          | 1 (2004)             |
| Gimnasia y Tiro (Salta)           | 1 (2010)             |
| Sporting Club                     | 1 (2014)             |
| G.E.R.                            | 1 (2015)             |
| Taraguy                           | 1 (2002)             |
| C.R.A.I.                          | 1 (2011)             |
| Urú Curé Rugby Club               | 1 (2013)             |
| Club Palermo Bajo                 | 1 (2019)             |
| Teqüe                             | 1 (2023)             |
| Club La Tablada                   | 1 (2024)             |